# Rastötzenbach
Der Rastötzenbach (auch Rastötzengraben, im Unterlauf auch Kirchbach) ist ein rechter Nebenbach der Gasteiner Ache in der Marktgemeinde Bad Hofgastein im österreichischen Bundesland Salzburg.

## Geografie
Der Rastötzenbach entspringt auf einer Höhe von 2113 m ü. A. im Tal zwischen den Bergen Frauenkogel und Tennkogel in der Ankogelgruppe und verläuft von dort grob von Osten nach Westen. Er weist eine Gesamtlänge von 5,4 km auf. Sein Einzugsgebiet ist 7,4 km² groß. Der Bach fließt zunächst über die Rastötzenalm in einem großen trichterförmigen Talkessel zwischen den Steilflanken des Frauenkogels, des Gamskarkogels und des Tennkogels, von wo sich das abfließende Wasser im Bach sammelt. Er verlässt den Kessel durch einen schluchtartigen Einschnitt.

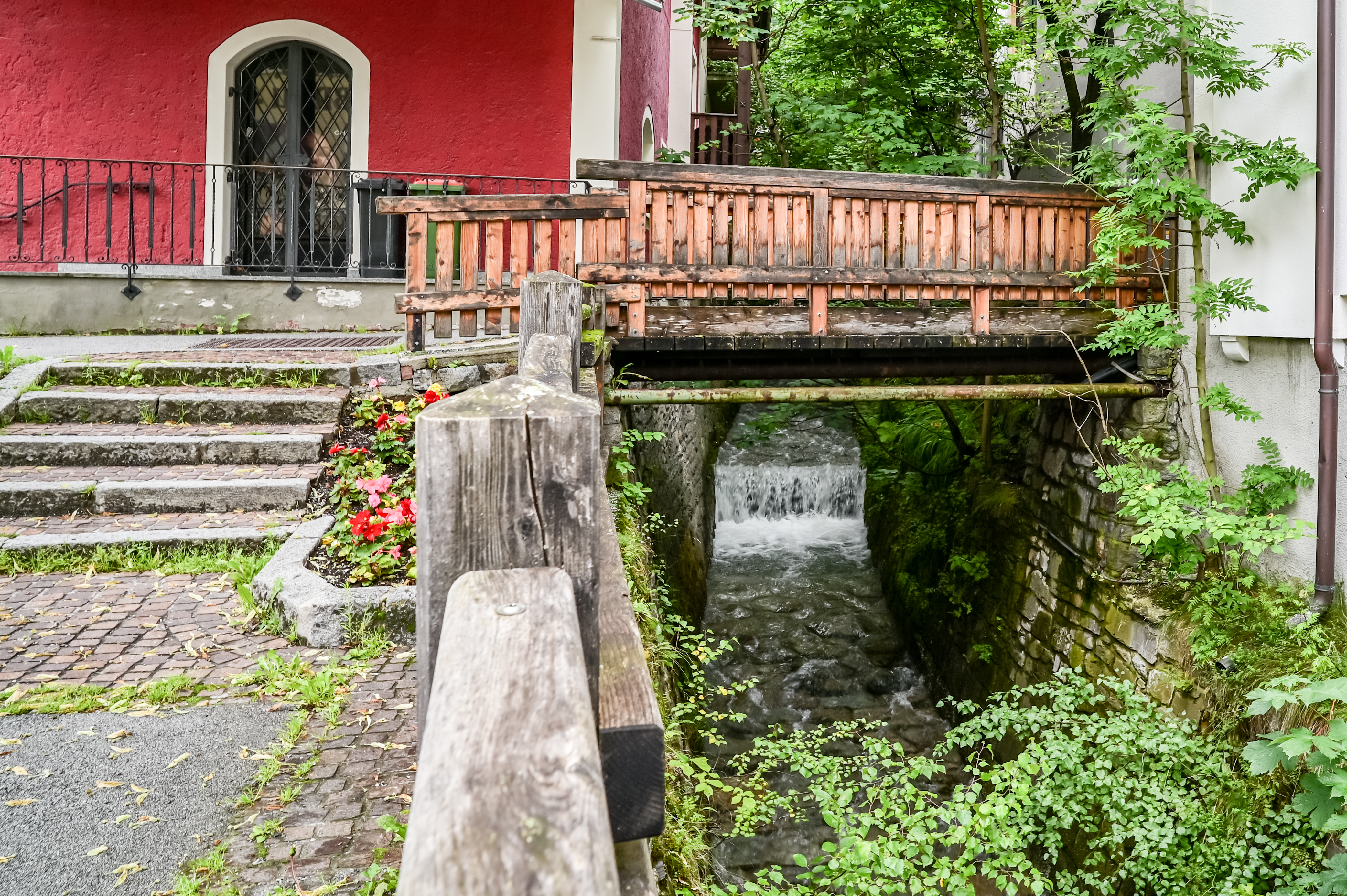
Rastötzenbach in Bad Hofgastein

Als rechten Nebenbach nimmt der Rastötzenbach den Kirchbach auf. Alternativ heißt der untere Abschnitt des Rastötzenbachs ab nun Kirchbach. Er fließt durch mehrere Geröllsperren und erreicht das Ortszentrum von Bad Hofgastein. Dort verläuft er zuletzt durch ein künstlich vertieftes Bachbett, das auf beiden Seiten mit verfugten Steinplatten befestigt ist. Der Fernwanderweg Zentralalpenweg führt durch große Teile des Tales. Die Fernradwege Ciclovia Alpe Adria und EuroVelo 7 kreuzen den Bach im Ortszentrum von Bad Hofgastein. Dort quert ihn die über die Kirchbachbrücke verlaufende Landesstraße B167. Der Rastötzenbach mündet schließlich auf einer Höhe von 835 m ü. A. rechtsseitig in die Gasteiner Ache.

## Geschichte
Der Name Rastötzen, in früherer Form Rastitzen, ist südslawischen Ursprungs und wahrscheinlich in der Zeit zwischen 900 und 1100, spätestens jedoch 1200 entstanden. Er leitet sich von hrast für ‚Eiche‘ oder rastit für ‚wachsen‘ ab, verbunden ist mit dem verbreiteten Bachnamen-Suffix -itzen, eingedeutscht aus -ica.
Eine schwere Überschwemmung des Rastötzenbaches am 14. Juni 1569 zerstörte 52 Häuser, Schmieden und weitere Gebäude in Bad Hofgastein. Es ertranken 147 Menschen in den Fluten. Im Jahr 1570 wurden daraufhin im Ortsgebiet große und breite Schutzdämme errichtet.
Ein Unwetter am 29. Juli 1933 löste die schwerste Hochwasserkatastrophe seit 1872 aus. Mitgeführte Steine, Schotter und Sand füllten das Bachbett. Dasselbe Unwetter vernichtete durch Hagel landwirtschaftliche Flächen in Faschingberg und Remsach. Daraufhin wurde eine Regulierung des Rastötzenbachs beschlossen. Weitere Bauten der Wildbachverbauung wurden in den 1960er und 1980er Jahren errichtet.

## Umwelt
In der Gegend der Einmündung des Kirchbachs fließt der Rastötzenbach durch die Gamswild-Ruhezone Bürgerwald, die von 1. Dezember bis 31. Mai nicht betreten werden darf.